# Arzu Ermen

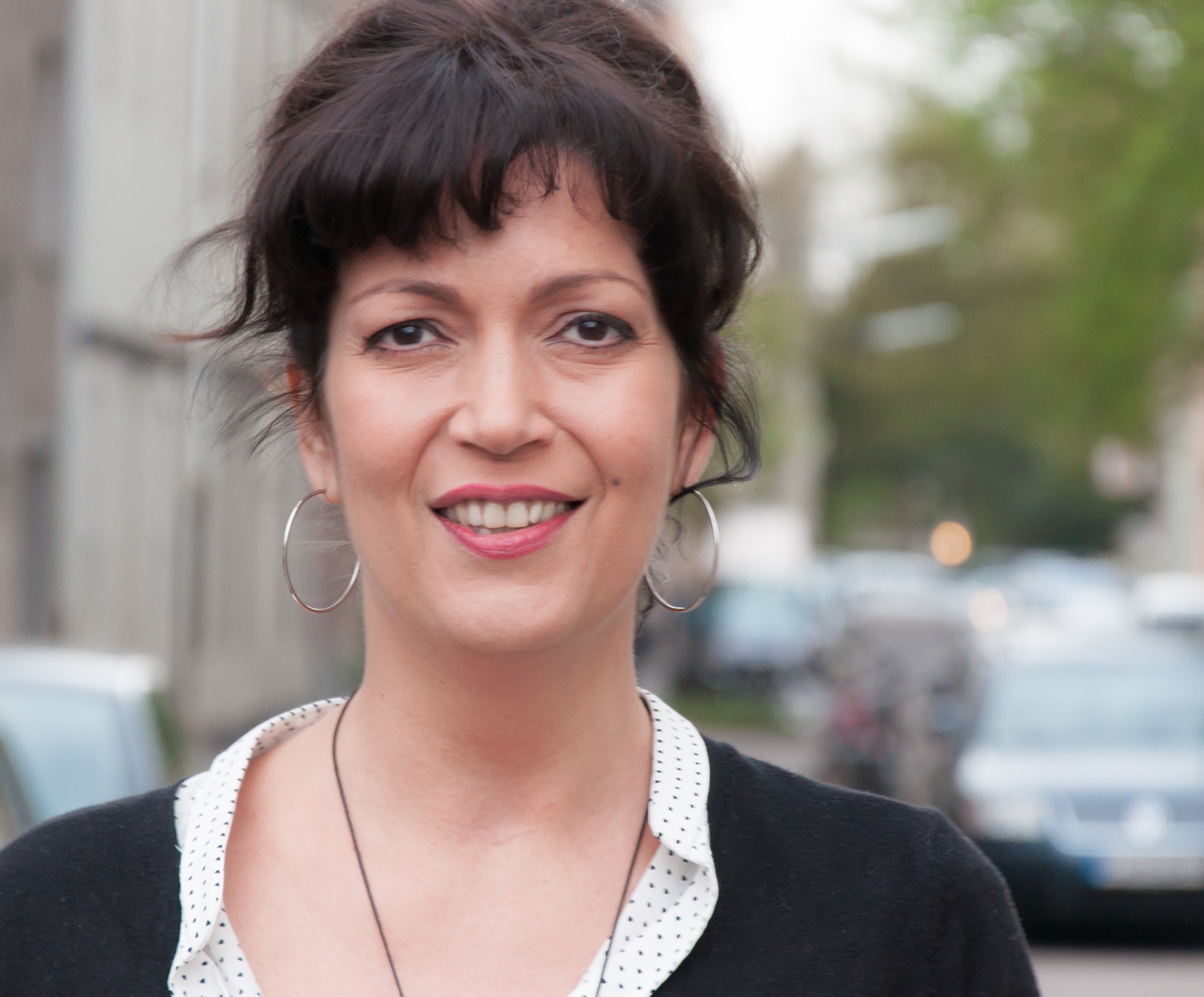
Arzu Ermen, 2016

Arzu Ermen (* 18. November 1968 in Langenfeld (Rheinland)) ist eine deutsche Theater- und Fernsehschauspielerin.

## Leben
Arzu Ermen wurde 1968 als Tochter türkischer Einwanderer im Rheinland geboren. 1984 und 1985 nahm sie als Liedermacherin mit eigenen Texten und Kompositionen erfolgreich am Bundeswettbewerb Junge Musikszene teil. Nach dem Fachabitur begann sie zunächst ein Studium der Sozialarbeit an der Fachhochschule Köln, trat aber ab den späten 80er Jahren regelmäßig als Musikerin in Kölner Clubs und Hotelbars auf.
Von 1992 bis 1995 absolvierte sie ein Studium an der Schauspielschule des Theater der Keller in Köln. Noch während des Studiums trat sie mit dem eigenen deutsch-türkischen Soloprogramm Zwischen den Zeilen in Kreuztal auf. Im letzten Semester wurde sie von Willy Millowitsch für das Stück Schlossermeister Bollmann engagiert. Nach ihrem Abschluss folgte ein Engagement am Landestheater Detmold über vier Spielzeiten, wo sie unter anderem die Hauptrollen in den Stücken Die Zofen und Die Fremdenführerin spielte. Ihre erste Komödien-Hauptrolle spielte sie am Millowitsch-Theater an der Seite von Peter Millowitsch.
Seit 1998 arbeitet sie freiberuflich mit regelmäßigen Engagements an deutschen Komödienhäusern, unter anderem unter der Regie von Wolfgang Spier an der Komödie Frankfurt, am Contra Kreis Theater Bonn, an der Komödie im Bayerischen Hof München, der Komödie Düsseldorf, der Comödie Bochum sowie dem Grenzlandtheater Aachen. Mit der Konzertdirektion Landgraf ging sie unter anderem mit dem Stück Ghetto in der Hauptrolle der Chaja Rosenthal und mit dem Kriminalstück Die Todesfalle auf Tournee.
Seit 1995 spielt Arzu Ermen Gastrollen in diversen Fernsehproduktionen, darunter Tatort, Verbotene Liebe und Die Fallers. 1999 spielte sie die Rolle der Juanita in dem Kinofilm Wanted von Harald Sicheritz. 2003 trat sie mit eigenen Stand-up-Comedy-Nummern deutschlandweit auf, unter anderem im Quatsch Comedy Club und am Schmidt Theater.
Arzu Ermen lebt in Köln und engagiert sich ehrenamtlich in der Obdachlosenhilfe und für traumatisierte Kinder.

## Filmographie
- 1995: Harmonie, Regie: Rainer Ecke
- 1995: Die Fallers, Regie: George Moorse
- 1995: Verbotene Liebe, Regie: Christoph Klünker
- 1996: SK-Babies, Tödliche Geschwisterliebe, Regie: Martin Gies
- 1998: Tatort: Brandwunden, Regie: Detlef Rönfeldt
- 1998: Die Stadtklinik, Regie: Peter Ristau
- 1999: Wanted, Regie: Harald Sicheritz
- 2000: Verbotene Liebe, Regie: Ulf Borchert
- 2001: Wie buchstabiert man Liebe?, Regie: Christine Hartmann
- 2006: Verbotene Liebe, Regie: Tillmann Schillinger, Urs Disseler
- 2006: Unter Uns, Regie: Britta Keils
- 2008: Die Anrheiner, Regie: Klaus Wirbitzky
- 2014: Bettys Diagnose, Regie: Sabine Bernardi
- 2015: Die Tragödie von Mr. Chu, Regie: Teresa Bieger

## Theater (Auswahl)
- 1994: Schlossermeister Bollmann, Volkstheater Millowitsch
- 1995: Die Zofen, Landestheater Detmold
- 1996: Viel Lärm um nichts, Landestheater Detmold
- 1996: Das Mädchen in der Suppe, Komödie Düsseldorf
- 1997: Sorbas (Musical), Landestheater Detmold
- 1997: Die Fremdenführerin, Landestheater Detmold
- 1997: Der nackte Wahnsinn, Landestheater Detmold
- 1998: Die Dreigroschenoper, Landestheater Detmold
- 2000: Mitgemacht – Bargeld lacht, Volkstheater Millowitsch
- 2001: Die lustigen Weiber von Windsor, Theaterunternehmen Kuhnen
- 2002: Ghetto, Theaterunternehmen Landgraf
- 2005: Ankomme. Dienstag. Stop. Fall nicht in Ohnmacht, Comödie Bochum, Duisburg, Wuppertal
- 2005–2007: Love Jogging, Die Komödie Frankfurt, Contra-Kreis-Theater Bonn
- 2006: Die bessere Hälfte, Die Komödie Frankfurt
- 2006/2007: Othello darf nicht platzen, Die Komödie Frankfurt
- 2008: Der nackte Wahnsinn, Konzertunternehmen Landgraf
- 2008: Boeing Boeing, Die Komödie Frankfurt
- 2008–2010: Im Himmel ist kein Zimmer frei, Komödie im Bayerischen Hof, Münchner Tournee, Contra-Kreis-Theater
- 2009: Im Himmel ist kein Zimmer frei, Die Komödie Frankfurt
- 2010/2011: Johnny Cash – The man in black, Konzertdirektion Landgraf
- 2012/2013: Todesfalle, Konzertdirektion Landgraf
- 2013: Ein Sommernachtstraum, Festspiele Heppenheim
- 2014: Zwiebeln und Butterplätzchen, Komödie am Altstadtmarkt Braunschweig, Contra-Kreis-Theater Bonn
- 2016: Und ewig rauschen die Gelder, Die Komödie Frankfurt
- 2016/2017: Chaos auf Schloss Haversham (The play that goes wrong), Fritz Rémond Theater, Frankfurt[4]
- 2017: Im Himmel ist kein Zimmer frei, Komödie im Marquardt, Stuttgart
- 2017: Spatz und Engel, Fritz Remond Theater Frankfurt[5]
- 2017: Die Feuerzangenbowle, Fritz Remond Theater Frankfurt[6]
- 2018: Der nackte Wahnsinn (Dotty), Stadttheater Koblenz